# Посольство России в Камбодже
Посо́льство Росси́йской Федера́ции в Короле́встве Камбо́джа (кхмер. ស្ថានទូតសហព័ន្ធរុស្ស៊ីប្រចាំនៅព្រះរាជាណាចក្រកម្ពុជា) — дипломатическое представительство России, расположенное в столице Камбоджи Пномпене. Чрезвычайный и полномочный посол Российской Федерации в Королевстве Камбоджа — Анатолий Васильевич Боровик.